# روب هيرست
روب هيرست (بالإنجليزية: Rob Hirst)‏ هو طبال أسترالي، ولد في 3 سبتمبر 1955 في Camden, New South Wales ‏ في أستراليا.

## وصلات خارجية
- الموقع الرسمي
- روب هيرست على موقع ميوزك برينز (الإنجليزية)
- روب هيرست على موقع ديسكوغز (الإنجليزية)